# Gustav Nachtigal
Gustav Hermann Nachtigal (Eichstedt, 23 de febrero de 1834 – Océano Atlántico, 20 de abril de 1885) fue un botánico, médico y explorador alemán, que exploró principalmente el África central.

## Biografía
Hijo de un pastor luterano, estudió medicina en las universidades de Halle, Wurzburgo y Greifswald. Después ejerció por algunos años como cirujano militar. Gustav descubrió que el clima de su país natal era perjudicial para su salud y por eso decidió irse a Argel y Túnez, participando como cirujano de a bordo en numerosas expediciones.
Fue comisionado por el Rey de Prusia para llevarle regalos al sultán del Imperio Kanem-Bornu en agradecimiento por su benevolencia con los alemanes. Esta empresa duró cinco años y comenzó en la ciudad de Trípoli en 1869; la travesía cruzó el desierto del Sahara de Tibesti y concluyó en Bornu en el año 1871. Desde allí viajó por Bagirmi, Wadai, Kordofán y Jartum en 1874.
En 1884, el canciller alemán Otto von Bismarck le designó como enviado especial en el África central y el África occidental para negociar las anexiones territoriales de Togolandia y Kamerun, que gracias a sus intervenciones se convertieron en colonias del Imperio alemán. 
Mientras regresaba de esta misión, murió en el mar, frente al cabo Palmas, siendo sepultado en Grand-Bassam, Costa de Marfil.

## En la ciencia
- La abreviatura «Nacht.» se emplea para indicar a Gustav Nachtigal como autoridad en la descripción y clasificación científica de los vegetales.[2]